# Eragrostis vulcanica
Eragrostis vulcanica är en gräsart som beskrevs av Elizabeth Elisabeth Jedwabnick. Eragrostis vulcanica ingår i släktet kärleksgrässläktet, och familjen gräs. Inga underarter finns listade i Catalogue of Life.